# Ana Cláudia Lemos da Silva
Pour les articles homonymes, voir Lemos.
Ana Cláudia Lemos da Silva (née le 6 novembre 1988 à Jaguaretama dans le Ceará) est une athlète brésilienne, pratiquant le sprint. 
Elle pèse 55,5 kg, mesure 1,58 m et réside à Criciúma. Dès ses vingt-deux ans, elle s'empare du record d'Amérique du Sud du 100 mètres le 4 septembre 2010 avec 11 s 15 et de celui du 200 mètres le 6 août 2011 avec 22 s 48, effaçant ainsi des tablettes Lucimar de Moura dans les deux disciplines ; elle est d'ailleurs l'actuelle détentrice de ces records.

## Carrière
Après une saison 2011 ponctuée de records, Lemos da Silva se qualifie en demi-finales du 100 mètres aux championnats du monde de Daegu. Dans la 3e demi-finale, elle termine 7e en 11 s 55 et ne peut se qualifier pour la finale.
Le 10 mars 2016, il est annoncé que Ana Claudia Lemos est contrôlée positive à un test antidopage. Elle est suspendue 5 mois, jusqu'au 2 juillet 2016.

## Palmarès
| Date | Compétition                        | Lieu                 | Résultat | Épreuve   | Temps   |
| ---- | ---------------------------------- | -------------------- | -------- | --------- | ------- |
| 2007 | Championnats panaméricains juniors | São Paulo            | 2e       | 4 × 100 m | 43 s 98 |
| 2008 | Championnats ibéro-américains      | Iquique              | 2e       | 4 × 100 m | 44 s 99 |
| 2010 | Jeux sud-américains                | Medellín             | 1re      | 100 m     | 11 s 17 |
| 2010 | Jeux sud-américains                | Medellín             | 1re      | 4 × 100 m | 44 s 47 |
| 2010 | Championnats ibéro-américains      | San Fernando         | 1re      | 100 m     | 11 s 38 |
| 2010 | Championnats ibéro-américains      | San Fernando         | 1re      | 100 m     | 43 s 97 |
| 2011 | Championnats d'Amérique du Sud     | Buenos Aires         | 1re      | 100 m     | 11 s 46 |
| 2011 | Championnats d'Amérique du Sud     | Buenos Aires         | 1re      | 200 m     | 23 s 18 |
| 2011 | Championnats d'Amérique du Sud     | Buenos Aires         | 2e       | 4 × 100 m | 44 s 56 |
| 2011 | Jeux mondiaux militaires           | Rio de Janeiro       | 2e       | 100 m     | 11 s 37 |
| 2011 | Jeux mondiaux militaires           | Rio de Janeiro       | 1re      | 200 m     | 23 s 01 |
| 2011 | Jeux mondiaux militaires           | Rio de Janeiro       | 1re      | 4 × 100 m | 43 s 73 |
| 2011 | Championnats du monde              | Daegu                | 6e       | 4 x 100 m | 43 s 10 |
| 2011 | Jeux panaméricains                 | Guadalajara          | 1re      | 200 m     | 22 s 76 |
| 2011 | Jeux panaméricains                 | Guadalajara          | 1re      | 4 × 100 m | 42 s 85 |
| 2012 | Jeux olympiques                    | Londres              | 7e       | 4 × 100 m | 42 s 91 |
| 2013 | Championnats d'Amérique du Sud     | Carthagène des Indes | 1re      | 100 m     | 11 s 21 |
| 2013 | Championnats d'Amérique du Sud     | Carthagène des Indes | 1re      | 200 m     | 22 s 70 |
| 2013 | Championnats d'Amérique du Sud     | Carthagène des Indes | 1re      | 4 × 100 m | 43 s 37 |
| 2013 | Championnats du monde              | Moscou               | finale   | 4 × 100 m | DNF     |
| 2014 | Championnats ibéro-américains      | São Paulo            | 1re      | 100 m     | 11 s 13 |
| 2014 | Championnats ibéro-américains      | São Paulo            | 1re      | 4 × 100 m | 42 s 92 |
| 2015 | Relais mondiaux de l'IAAF          | Nassau               | 6e       | 4 × 100 m | 42 s 92 |
| 2015 | Jeux panaméricains                 | Toronto              | 7e       | 100 m     | 11 s 15 |
| 2015 | Jeux panaméricains                 | Toronto              | 4e       | 4 x 100 m | 43 s 01 |
| 2017 | Championnats d'Amérique du Sud     | Luque                | 2e       | 100 m     | 11 s 12 |
| 2017 | Championnats d'Amérique du Sud     | Luque                | 1re      | 4 × 100 m | 43 s 12 |
| 2017 | Championnats du monde              | Londres              | 7e       | 4 × 100 m | 42 s 63 |
| 2021 | Championnats d'Amérique du Sud     | Guayaquil            | 1re      | 4 × 100 m | 44 s 91 |

## Records
- 100 m : 11 s 01 (NR), Walnut le 18 avril 2015
- 200 m : 22 s 48 (AR), Rio de Janeiro le 6 août 2011